# 3x3

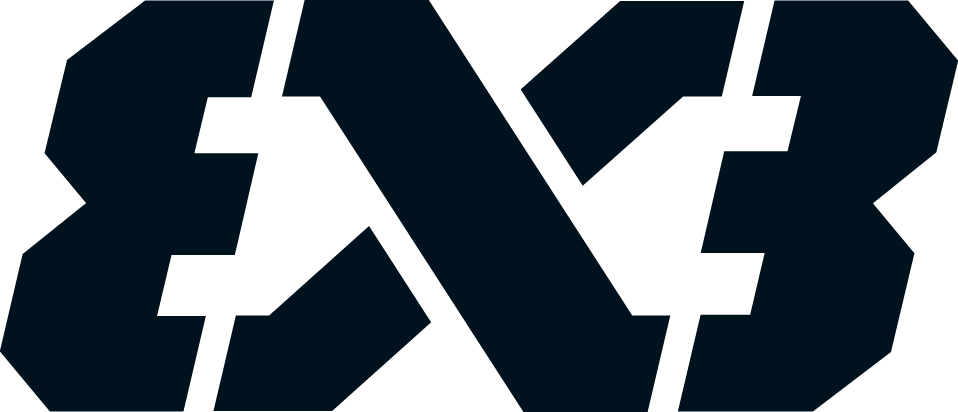

3x3, tidigare kallad FIBA33, är en variant på basket inspirerat av streetbasket.
3x3 spelas på en halv basketplan (14 meters längd) med bara en basketkorg. Emellertid används i regel vid tävlingar en längd av planen på 11 meter. Varje lag består av tre spelare samt högst en avbytare. Skottklockan är på tolv sekunder. Vinner gör det lag som först når 21 poäng eller som leder efter tio minuter om inget lag gjort 21 poäng.

## 3x3swe
#3x3swe är Svenska Basketbollförbundets satsning på 3x3-basket.
Under sommaren 2012 kom Svenska Basketbollförbundet att arrangera Svenskt Mästerskap i 3x3 och åkte runt i Sverige och erbjöd möjligheten att spela 3x3-basket. Vinnarna vid varje deltävling gick vidare till finalen i Stockholm i början på augusti under UNG08-festivalen. Där kom ett lag i varje klass att koras till Svenska Mästare i 3x3.